# (35427) 1998 BJ2
1998 BJ2 (asteroide 35427) é um asteroide da cintura principal. Possui uma excentricidade de 0.15817310 e uma inclinação de 2.22178º.
Este asteroide foi descoberto no dia 20 de janeiro de 1998 por LINEAR em Socorro.